# スピコン

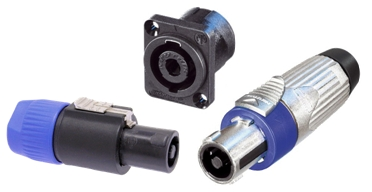
Neutrik Speakon

スピコン（SpeakON）とは、主にPAに使用する機材において、パワーアンプとスピーカーとの接続に使われる端子である。リヒテンシュタインのノイトリック（Neutrik）社によって開発・商標登録され、現在多くの機器に採用されている。内部の端子の極数として対応する導線の本数は2芯、4芯、8芯の製品がある。
不意にプラグが抜けるのを防ぐため、コネクタを回転させロックする機構を備えている。
また、XLR端子やフォーンプラグ、バインディングポストとバナナプラグなど、他のアンプ − スピーカー間接続方法と比較して
- スピーカー駆動のための電流を大きく取れる
- 金属端子が露出していないため事故防止になる
- スピーカー専用端子のため誤接続がない（XLR、フォーンのようにマイクレベル・ラインレベルに接続してしまうといった事がない）

と言った利点がある。